# آیت واسیف
آیت واسیف (به فرانسوی: Ait Ouassif) یک کومون در مراکش است که در استان تنغیر واقع شده‌است. آیت واسیف ۷٬۵۹۱ نفر جمعیت دارد.